# جيميني غليك في لالاوود
جيميني غليك في لالاوود (بالإنجليزية: Jiminy Glick in Lalawood)‏ هو فيلم كوميدي أُصدر في 18 سبتمبر 2004، في كندا. الفيلم من إنتاج غولد سيركل للأفلام، ومن توزيع مترو غولدوين ماير، وقد أخرجه فاديم جان، وكَتَب السيناريو مارتن شورت.

## القصة
يبدأ الفيلم باعتباره محاكاة ساخرة لبرنامج إي تي أو آكسيس هوليوود، لكنه يتطور إلى جريمة قتل غامضة، مع ديفيد لينش الذي يلعب دوره مارتن شورت في دور هيركيول بوارو.
ينزل جيميني جليك (الذي يلعب دوره شورت أيضًا) في فندق مرعب حيث يجلس لينش في البار، ويلقي مشاهد عشوائية لفيلمه الجديد. ويخطف جليك الأضواء عندما يحصل على فرصة إجراء مقابلة مع بن دي كارلو (كوري بيرسون)، الذي يشارك في بطولة فيلم مستقل بعنوان Growing Up Gandhi. ويحكي هذا الفيلم قصة صعود غاندي كمقاتل محترف في حلبات الملاكمة في الهند. ولم يحظ الفيلم وبطله باستقبال جيد، باستثناء جليك الذي نام طوال فترة عرض الفيلم.
بعد هذه السبق الصحفي، يحصل جليك على مقابلة أخرى مع ميراندا كوليدج (إليزابيث بيركنز)، التي تصبح الشخصية الرئيسية في لغز جريمة القتل. تلعب كوليدج دور البطولة في فيلم استغلال جنسي مثلي الجنس يسمى African Queens (اشتقاق من فيلم الملكة الإفريقية)، لكنها سرعان ما تتورط في جريمة القتل المذكورة سابقًا.

## طاقم التمثيل
- إليزابيث بيركنز
- بات أوبراين
- مارتن شورت، بدور جيميني غليك
- ليندا إدنا كاردليني
- روب لوو
- ستيف مارتن
- شارون ستون
- سوزان سارندون
- كورت راسل
- كيفين كلاين
- فورست ويتكر
- كيفر سثرلاند
- جيك جيلنهال
- جون مايكل هيغينز
- جان هوكس
- ووبي غولدبرغ

## الإنتاج

### التصوير
صوّر الفيلم في تورونتو، وكان مايك فوكس مديرًا لتصوير الفيلم.

### الموسيقى
موسيقى الفيلم التصويرية من تلحين ديفيد نيسم لورانس.

## وصلات خارجية
- جيميني غليك في لالاوود على موقع IMDb (الإنجليزية)
- جيميني غليك في لالاوود على موقع ميتاكريتيك (الإنجليزية)
- جيميني غليك في لالاوود على موقع روتن توميتوز (الإنجليزية)
- جيميني غليك في لالاوود على موقع ألو سيني (الفرنسية)
- جيميني غليك في لالاوود على موقع أول موفي (الإنجليزية)
- جيميني غليك في لالاوود على موقع بوكس أوفيس موجو (الإنجليزية)
- جيميني غليك في لالاوود على موقع فيلمافينيتي (الإسبانية)
- جيميني غليك في لالاوود على موقع قاعدة بيانات الفيلم (الإنجليزية)
- جيميني غليك في لالاوود على موقع ليتربوكسد (الإنجليزية)
- جيميني غليك في لالاوود على موقع كينوبويسك (الروسية)